# Yvon Brès
Pour les articles homonymes, voir Brès.
Yvon Brès, né à Montpellier le 1er août 1927, est un philosophe français, professeur émérite de l'université Paris VII et codirecteur de la Revue  philosophique de la France et de l'étranger.

## Biographie
Né à Montpellier le 1er août 1927, Yvon Brès fait ses études secondaires aux lycées de Nîmes et de Montpellier.
Il entre à l'École normale supérieure en 1946 et passe l'agrégation de philosophie en 1951, qu'il réussit en tant que major, devant Michel Foucault, deuxième. Sa thèse de doctorat porte sur « La psychologie de Platon »,,,,. Il soutient aussi une thèse complémentaire sur « Karen Horney et le destin de Freud en Amérique ».
Il est professeur émérite de l'université Paris VII, où il a enseigné dans l'UFR des Sciences humaines et cliniques.
Depuis 1972, Yvon Brès est d'abord directeur, puis codirecteur, de la Revue philosophique de la France et de l'étranger.

## Travaux

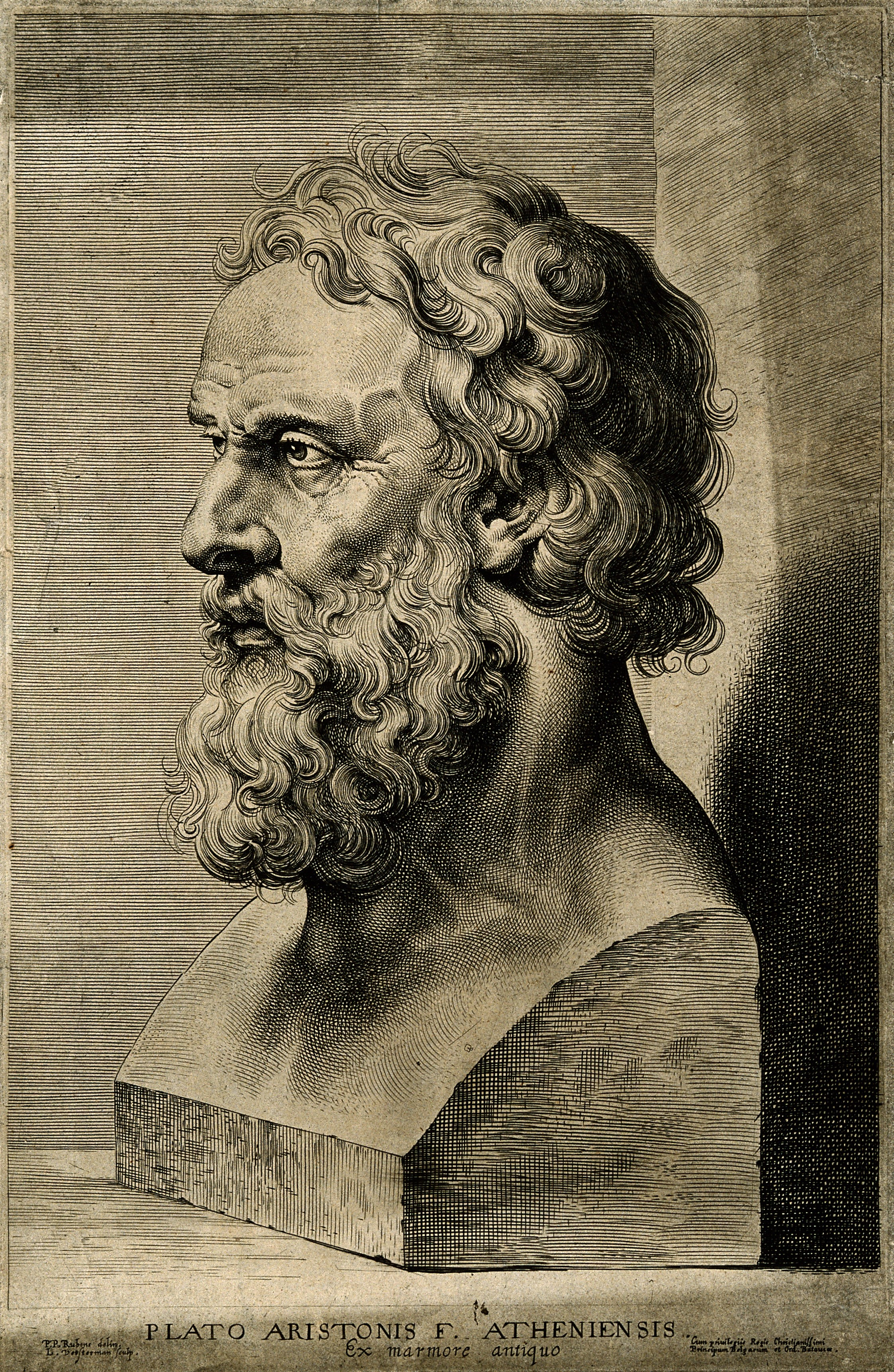
Platon

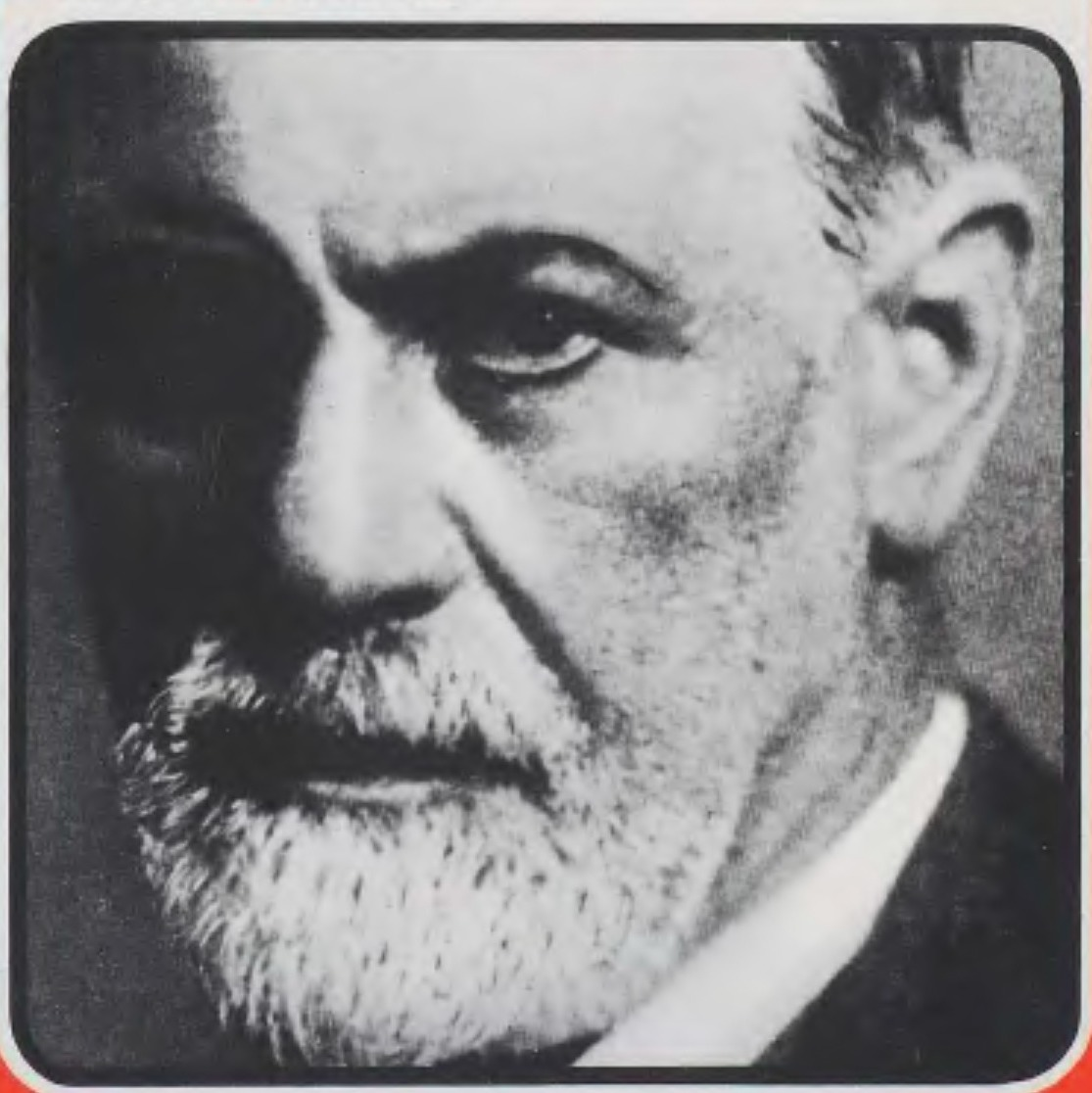
Freud

Yvon Brès est l'éditeur scientifique de deux textes de Platon : La République et Banquet (-375).
Il est coauteur des « dossiers du professeur » d'accompagnement de ces deux textes à l'usage des enseignants.
Par ses travaux et son enseignement, Yvon Brès s'est notamment consacré à l'étude des relations entre la philosophie et la psychanalyse.
Plusieurs de ses ouvrages sont consacrés à la psychanalyse. Il fut l'un des membres du comité de rédaction de la revue Psychanalyse à l'université (créée par Jean Laplanche en 1975). Il a en particulier beaucoup écrit dans cette revue et est également l'auteur d'articles dans le Dictionnaire international de la psychanalyse.

## Publications

### Ouvrages
- Critique des raisons psychanalytiques, Paris, PUF, 1985 [lire en ligne].
- L'être et la faute, Paris, PUF, 2000,  (ISBN 978-2-13-041532-9), [lire en ligne], [lire en ligne][12]
- L' avenir du judéo-christianisme, Paris, PUF, 2002, "Hors collection"[13],
- L'inconscient, Paris, Ellipses, 2002.
- Freud... en liberté, Paris, Ellipses, 2006.
- Freud et la psychanalyse américaine : Karen Horney, Paris, Vrin, 2007.

#### Comme éditeur scientifique
- Platon (0427?-0348? av. J.-C.),
  - La République (-03), livres VI et VII, Traducteur: Victor Cousin (1792-1867), Paris, Hachette 1996.
  - Banquet (-375), Traité sous forme de dialogue, texte intégral, Traducteurs: Janick Auberger, Georges Leroux, Paris, Hachette, 1998.

#### Comme coauteur
- Platon, La République, dossier du professeur, Paris, Hachette éducation, 1996.
- Platon, Le Banquet, dossier du professeur, Paris, Hachette éducation, 1998.

### Articles
- Dans la Revue philosophique de la France et de l'étranger:
  - « L'avenir du judéo-christianisme ou : La religion dans les limites de la simple illusion », Revue philosophique de la France et de l'étranger, vol. tome 126, no. 4, 2001, p. 435-480.
  - « L'avenir du judéo-christianisme ou : La religion dans les limites de la simple illusion (suite et fin) », Revue philosophique de la France et de l'étranger, vol. tome 127, no. 1, 2002, p. 55-83.
  - « Home, Carus, Hartmann. (histoire de l'inconscient) », Revue philosophique de la France et de l'étranger, vol. tome 129, no. 2, 2004,p. 225-230.
  - « L'interprétation du rêve », Revue philosophique de la France et de l'étranger, t. 128, 2003/3, p. 361-364
  - « Freud aux deux bouts », Revue philosophique de la France et de l'étranger, t. 133, 2008/1, p. 43-62, p. 43-62 [lire en ligne].
  - « Jean Laplanche (21 juin 1924-6 mai 2012) », Revue philosophique de la France et de l'étranger, t. 137, 2012/3, p. 441-442 [lire en ligne]
- Quelques-uns parmi les nombreux articles d'Yvon Brès parus dans la revue Psychanalyse à l'université:
  - « L'enseignement de la psychanalyse: enseignement professionnel et enseignement universitaire », Psychanalyse à l'Université, vol. 4, no 13, 1978.
  - « Psychanalyse et philosophie en France depuis 1940 », Psychanalyse à l'Université, vol. 5, no 19, 1980.
  - « Intérêt de la psychanalyse, intérêt pour la psychanalyse », Psychanalyse à l'Université, vol. 6, no 21, 1980.
  - « La psychanalyse comme idéologie religieuse? », Psychanalyse à l'Université, vol. 8, no 29, 1982.
  - « Modestie des philosophes: modestie des psychanalystes ? », Psychanalyse à l'Université, vol. 11, no 44, 1986.
  - « Freud au ras des pâquerettes. Une psychanalyse psycho-neurologique ? », Psychanalyse à l'Université vol. 19, no 74, 1994, p. 3-46.
- Dans d'autres revues :
  - « L’apport freudien », Le Portique, Numéro 2, 1998, Freud et la philosophie, [lire en ligne]
  - « Solitude : bouderie », Adolescence, vol. 51, 2005/1, p. 37-50
  - « Avertissement », L'Homme et la société, vol. 167-168-169, 2008/1, p. 9-9.
  - « Plurivalence du concept d’attachement ? », Revue de métaphysique et de morale, vol. 86, 2015/2, p. 235-266.
- Articles d'Yvon Brès dans le Dictionnaire international de la psychanalyse (dir. Alain de Mijolla), 2002, 2005, 2013: 2 vol. (1.A/L et 2. M/Z), Paris, Hachette-Littérature,  (ISBN 9782818503393):
  - « Altérité »
  - « Appareil psychique »
  - « Mémoire »
  - « Psyché, psychisme »